# Tharsis Montes

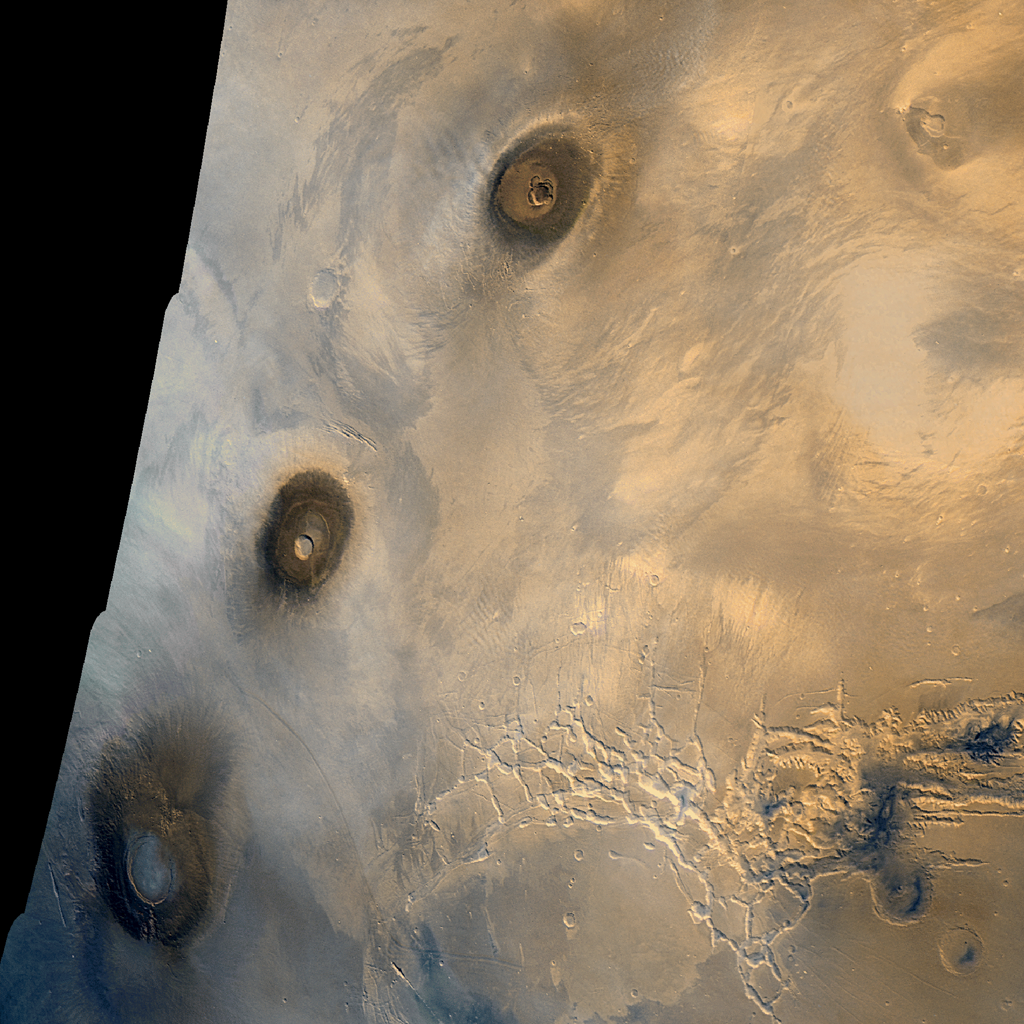
Die Tharsis Montes. Oben im Bild der Ascraeus Mons. Unten rechts ein Teil der Valles Marineris mit dem Noctis Labyrinthus.

Die Tharsis Montes sind eine Gruppe von drei erloschenen Schildvulkanen in der Tharsis-Region auf dem Planeten Mars. Von Nordosten nach Südwesten ziehen sich: Ascraeus Mons, Pavonis Mons und Arsia Mons.